# نهر حمدان
نهر حمدان أحد انهار العراق القصيرة يقع في قضاء أبو الخصيب جنوب محافظة البصرة جنوب العراق, يعد النهر أشهر انهار قضاء أبو الخصيب، تطل عليه بساتين كثيرة ويشتهر بزراعة النخيل باصنافه المختلفة.